# إيفان إبرامسن
إيفان إبرامسن (بالإنجليزية: Ivan Abramson)‏ هو مخرج أمريكي، ولد في 1869 في روسيا، وتوفي في 15 سبتمبر 1934 في مانهاتن في الولايات المتحدة.

## وصلات خارجية
- إيفان إبرامسن على موقع IMDb (الإنجليزية)
- إيفان إبرامسن على موقع ألو سيني (الفرنسية)
- إيفان إبرامسن على موقع أول موفي (الإنجليزية)
- إيفان إبرامسن على موقع قاعدة بيانات الأفلام السويدية (السويدية)
- إيفان إبرامسن على موقع قاعدة بيانات الفيلم (الإنجليزية)
- إيفان إبرامسن على موقع كينوبويسك (الروسية)